# Sœurs apôtres de la Sainte Famille
Les sœurs apôtres de la Sainte Famille est une congrégation religieuse enseignante et hospitalière de droit pontifical.

## Historique
La congrégation est fondée en 1888 à San Pier Niceto par Joseph Guarino, archevêque de Messine, sous le nom de petites servantes de la Sainte Famille, pour œuvrer à la promotion des familles. Il place la communauté sous la protection de la Sainte Famille qu'il considère comme le modèle de la famille chrétienne.
Lors du séisme du 28 décembre 1908 à Messine, seules cinq sœurs survivent : deux d'entre elles quittent la vie religieuse et deux autres entrent dans d'autres congrégations. La seule religieuse restante, Mère Thérèse Ferrara, garantit la continuité de l'œuvre.
L'institut devient de droit diocésain le 23 novembre 1890 puis est reconnu de droit pontifical par le Saint-Siège le 19 juin 1998.

## Activités et diffusion
Les sœurs vivent leur vocation en particulier dans l'accompagnement des familles en s'inspirant du système pédagogique de Don Bosco puisqu'elles sont membres de la famille salésienne depuis 1984. Elles se consacrent à l'enseignement des jeunes dans les écoles, visitent les familles en difficulté, et accueillent des familles pour des partages spirituelles.
Elles sont présentes en:
- Europe : Italie.
- Amérique : Argentine, Brésil.

La maison-mère est à Messine.
En 2015, la congrégation comptait 70 sœurs dans 15 maisons.